# Cerrito
Cerrito este un oraș în Rio Grande do Sul (RS), Brazilia.